# Pía Barros
Pía Barros Bravo (Melipilla, 20 de enero de 1956) es una escritora chilena, conocida especialmente por sus cuentos, que pertenece a la llamada generación del 80

## Biografía
Dejó Melipilla, la ciudad donde creció, "sin pena", junto con "un destino de niña bien y el recuerdo de la yegua a la que, desde los 7 años, le declamó sus poemas", y lo hizo para ir a estudiar pedagogía en Castellano a Santiago. Allí asistió también al taller de Carlos Ruiz-Tagle (más tarde, ella misma se convertiría en una famosa tallerista), quien le recomendó que se dejara "de perpetrar poemas a la gente indefensa" y se dedicara a la narrativa. En 1989 fue profesora visitante en la Universidad de Oregón, Estados Unidos.
Pía Barros, que se declara "feminista a mucha honra", ha destacado en el cuento, aunque también ha escrito algunas novelas. Además, ha publicado una treintena de libros-objeto con material literario ilustrado por destacados artistas gráficos chilenos, lo que le ha valido la obtención del Fondart (Fondo Nacional de Desarrollo Cultural y las Artes) en dos oportunidades. Obtuvo también la beca de la Fundación Andes, con la que escribió la primera novela de difusión digital en Chile, Lo que ya nos encontró, y la del Escritor, del Consejo Nacional del Libro y la Lectura.
Sus cuentos han sido publicados en más de treinta antologías, tanto de Chile, como de Alemania, Costa Rica, Ecuador, Estados Unidos (algunos traducidos por Martha Manier, Diane Russell, Analisa Taylor, Amanda Powell, Jacquline Nanfito, Resha Cardone y Jane Griffin), Francia, Italia, Rusia, Venezuela, entre otros. En Chile, ellos comparten publicación con cuentos de escritores como Roberto Bolaño, Alberto Fuguet, Antonio Skármeta, Alejandra Basualto, Diamela Eltit e Isabel Allende. 
Dirige los talleres literarios Ergo Sum desde 1976, es directora de Ediciones Asterión, y tiene amplia experiencia como tallerista y mediadora de fomento lector y escritor. Respecto a su manera de entender la escritura, Pía Barros dice: "yo entiendo la escritura como un cuento, pero la vida también como un cuento, un cuento que tú eliges contar o no contar. Además, tú eliges qué partes contar, validas tu memoria, validas tu historia, la escritura te permite autovalidarte. Yo no parto de la escritura como tal, parto del cuento, del contarse y contar. A todas las personas nos interesa contarnos o ser contados, creo que parte de eso tiene que ver con temas de autoestima, pero puedes establecer que vale lo que tú digas y lo que tú cuentes como historia. Yo no digo “escribir”, digo “contar”".
Está casada con el poeta y periodista Jorge Montealegre; son pareja desde principios de los años 1980 y han tenido dos hijas: Abril, artista textil, y Miranda, escritora.

## Obra
- Miedos transitorios (de a uno, de a dos, de a todos), cuentos, Ediciones Ergo Sum, 1985 (edición bilingüe inglés-español 1993)
- A horcajadas, Mosquito Editores, Santiago, 1990 (edición bilingüe inglés–español, 1992). Contiene 14 cuentos:
  - Prefiguración de una huella; Iniciaciones; Conmiseración; Olor a madera y a silencio; Mordaza; Desfiladero de Iguanas; Diccionarios; Duerme; Artemisa; Lo había odiado con pulcritud; Navegaciones; Trece; Deshabitados ante la ventana; y Los pequeños papeles
- El tono menor del deseo, novela, Editorial Cuarto Propio, Santiago, 1991
- Astride, novela (edición bilingüe de Analissa Taylor, 1992)
- Signos bajo la piel, cuentos, editorial Grijalbo, Santiago, 1994
- Ropa usada, cuentos, Ediciones Asterión, Santiago, 2000
- Lo que ya nos encontró, novela digital, Chilelibro.com, 2001
- Los que sobran, cuentos, Asterión, Santiago, 2002
- Llamadas perdidas, minificciones, Thule Ediciones, Barcelona, 2006
- La Grandmother y otros, cuentos, Asterión, Santiago, 2008
- El lugar del otro, cuentos, Asterión, Santiago, 2010
- Las tristes, cuentos, Asterión, Santiago, 2015
- Hebras, microcuentos, Asterión, Santiago, 2020
- Duele, microcuentos, Ediciones Sherezade, Santiago, 2021
- Pía Barros. Una antología insumisa, estudio crítico de Macarena P. Lobos Martínez y Epílogo de Andrea Jeftanovic, Editorial USACH, Santiago, 2023
- Costras, microcuentos, Asterión, Santiago, 2024.

### Algunos cuentos en publicaciones colectivas
- «Artemisa», en Andar con cuentos: nueva narrativa chilena 1948-1962, Mosquito Editores, Santiago, 1992
- «Baldosas», en Bajo techo, Ministerio de Vivienda y Urbanismo, Santiago, 1995
- «Muertes», en Salidas de madre, Planeta Chile, Santiago, 1996
- «Puertas», en Cuentos: Taller Soffia ’84 (Chile, Arcilla, 1984)
- «Estanvito», en Cuentos chilenos contemporáneos 2000, LOM Ediciones, Santiago, 2001)

## Premios y distinciones
- Finalista del Premio Altazor 2003 con Los que sobran
- Finalista del Premio Altazor 2008 con La Grandmother y otros
- Premio Altazor 2011 por El lugar del otro
- Premio Lygia Fagundes Telles 2015, otorgado durante las VIII Jornadas de Mulhieres Escritoras de Brasil
- Becas Fondart, Fundación Andes y del Escritor (Consejo Nacional del Libro y la Lectura)